# Deuteronomos destrigaria
Deuteronomos destrigaria är en fjärilsart som beskrevs av Edward Alfred Cockayne 1948. Deuteronomos destrigaria ingår i släktet Deuteronomos och familjen mätare. Inga underarter finns listade i Catalogue of Life.